# Корыцинский, Стефан
Стефан Константы Корыцинский (пол. Stefan Koryciński; около 1617, Корытна (ныне район Угерске-Градиште, Злинского края Чехии) — 4 июля 1658, замок Пескова Скала близ Кракова) — государственный деятель Речи Посполитой, стольник краковский (с 1643), подканцлер Короны Королевства Польского и канцлер великий коронный (с 1652 года, каштелян Освенцимский, староста Вольбромский, Ойцовский, Варшавский, Рабштынский, Ковальский.

## Биография
Представитель шляхетского рода герба Топор.
Получил прекрасное образование. С 1628 обучался в Краковской академии. Затем около 1633 продолжил учебу в университетах в Лёвене и Амстердаме.
В начале 1639 года выгодно женился на Анне-Петронеле Гембицкой, дочери воевода ленчицкого Стефана Гембицкого (ум. 1653) и Эльжбеты Грудзинской, племяннице краковского епископа Петра Гембицкого, который с того времени стал его покровителем.
В 1641, 1645, 1647, 1648, 1649 и 1652 избирался послом (депутатом) Сейма от краковского воеводства.
Участник войн с Богданом Хмельницким. Во главе выставленного им собственного подразделения сражался в битве под Берестечком.
4 февраля 1652 был назначен коронным подканцлером. Вскоре стал великим коронным канцлером и в этом ранге принимал присягу в лагере под Жванцем у перешедших на сторону поляков, бывших союзников Хмельницкого — крымскотатарских войск Исляма III Герая.
Во время Шведского потопа с группой сенаторов и магнатов сопровождал короля Яна II Казимира Ваза в изгнание в Силезию.
Позже в 1656 руководил королевским монетным двором во Львове. В том же году был одним из членом депутации, принимавших капитуляцию шведов, засевших в захваченной ими Варшаве.
Как политик, был активным противником заключения союза Польши с русским царем и даже пытался сорвать подписание в 1656 Виленского перемирия.
Умер в замке Пескова Скала близ Кракова в 1658 году.